# Бабе (Германия)
Бабе (нем. Baabe) — община в Германии, в земле Мекленбург-Передняя Померания.
Входит в состав района Рюген. Подчиняется управлению Мёнхгут-Границ. Население составляет 888 человек (2009); в 2003 г. — 880. Занимает площадь 2,26 км².

## Герб
У Бабе нет официального герба, но есть логотип.